# Счисление координат

Результат графического счисления. Учтены курс и скорость

Счисление координат (или счисление места) — метод определения места (текущих координат) корабля, (судна, летательного аппарата, транспортного средства, подвижного объекта) по известным исходным координатам и параметрам движения.
Является основным методом определения места, когда недоступны внешние ориентиры. В остальных случаях является запасным, поэтому ведется постоянно, за исключением периода лоцманского плавания.

## Виды счисления
Счисление подразделяется:
- По способу выполнения:
  - Графическое 
  - Аналитическое
- Из них каждое может быть, по инструментам:
  - Ручным
  - Автоматическим

### Графическое ручное
Графическое ручное счисление — отображение действительного места корабля на море в виде точки на карте, плане, навигационном планшете и т. д. Полученное счислимое место обозначается засечкой на линии пути.

### Аналитическое ручное
Аналитическое ручное (письменное) счисление — из исходных координат по элементам счисления, — курсу, скорости, дрейфу от ветра и сносу от течения, — вычисляются текущие координаты. Они и представляют счислимое место.
Было широко распространено во времена парусного флота. Аналитическое ручное счисление бывает простым, сложным и составным.
- Простое. Вычисление координат заданной точки (пункта пришествия) при движении из исходной точки одним курсом.
- Сложное. Вычисление координат заданной точки при движении между исходной и заданной точками несколькими частными курсами; выполняется, в отличие от счисления составного, путём расчета разностей широт и долгот для каждого частного курса. По существу — многократное применение простого аналитического счисления.
Применяется при плавании в широтах выше 60°, так как погрешность в разности долгот для расчёта средней широты генерального пути достигает в этих широтах значительной величины.
- Составное. Вычисление координат заданной точки при движении несколькими курсами; производится путём расчёта генеральной разности широт и разности долгот.

### Графическое автоматическое
Выполняется непрерывным отображением текущего места на карте автопрокладчиком.

### Аналитическое автоматическое
Вычисление текущих координат по элементам счисления или ускорениям и времени (инерциальная навигация), производимое цифровыми или аналоговыми вычислительными устройствами, входящими в состав автопрокладчиков (автосчислителей), инерциальных навигационных систем, навигационных комплексов.

### Обсервационное
Выполняется путём непрерывной совместной автоматизированной обработки данных от средств обсервации и счисления.

## Ограничения
Очевидно, невозможно точно учесть все факторы, влияющие на движение. Поэтому при использовании всех методов счисления, кроме обсервационного, накапливается ошибка, и тем больше, чем дольше счислимое место не проверяется другими методами. То есть использование только счисления для определения места недостаточно надёжно. При каждой возможности место определяется путём обсерваций, для сравнения. По той же причине у штурманов существует практическое правило: считать себя ближе к опасности, чем показывает счисление.
Разница между счислимым и обсервованным местом для одного момента времени называется невязкой. Невязка имеет величину и направление. В среднем при плавании по счислению ручными методами невязка в течение 4 часов может достигать от одной до нескольких миль. Известны многие случаи, когда невязки в десятки миль приводили к авариям и катастрофам, например, крушение HMS Conqueror в 1861 году.
Для того, чтобы уменьшить ошибки в счислении, величина и направление каждой невязки записываются и анализируются. Если невязка систематическая, её включают в учитываемые при счислении факторы. При использовании инерциальной навигации невязка уменьшается в сотни раз. Но полностью от неё избавиться невозможно в принципе.